# Althofener Moor
Althofener Moor este o arie protejată (sit de importanță comunitară — SCI) din Austria întinsă pe o suprafață de 15,42 ha, integral pe uscat.

## Localizare
Centrul sitului Althofener Moor este situat la coordonatele 46°52′15″N 14°29′08″E / 46.8707569°N 14.4855388°E.

## Înființare
Situl Althofener Moor a fost declarat sit de importanță comunitară în august 2020 pentru a proteja 6 specii de animale.

## Biodiversitate
Situată în ecoregiunea alpină, aria protejată conține 5 habitate naturale: Lacuri eutrofice naturale cu vegetație de tip Magnopotamion sau Hydrocharition, Pajiști cu Molinia pe soluri calcaroase, turboase sau argilos-nămoloase (Molinion caeruleae), Fânețe de joasă altitudine (Alopecurus pratensis, Sanguisorba officinalis), Mlaștini alcaline, Păduri aluvionare cu Alnus glutinosa și Fraxinus excelsior (Alno-Padion, Alnion incanae, Salicion albae).
La baza desemnării sitului se află mai multe specii protejate:
- amfibieni (1): Triturus carnifex
- mamifere (1): liliacul mic cu potcoavă (Rhinolophus hipposideros)
- nevertebrate (3): Euplagia quadripunctaria, libelule (Leucorrhinia pectoralis), Vertigo moulinsiana
- pești (1): boarță (Rhodeus amarus)

Pe lângă speciile protejate, pe teritoriul sitului au mai fost identificate 2 specii de amfibieni, 3 specii de nevertebrate.